# Lages
Lages – miasto i gmina w Brazylii, w stanie Santa Catarina. Znajduje się w mezoregionie Serrana i mikroregionie Campos de Lages.
W mieście rozwinął się przemysł drzewny, papierniczy, maszynowy oraz spożywczy.